# 정갑영
정갑영(鄭甲泳, 1951년 8월 22일 ~ )은 전라북도 김제 출신의 대한민국 경제학자이자 교육자이며 연세대학교의 제17대 총장이다.

## 약력
전주고등학교를 거쳐 1975년 연세대학교 경제학과를 졸업하고 1981년 미국 펜실베이니아대학교 대학원에서 경제학 석사, 1985년 미국 코넬대학교 대학원에서 경제학 박사학위를 받았다. 전공은 산업조직론과 국제경제학이며, 1986년부터 연세대학교 상경대학 경제학부 교수로 재직하고 있다.
연세대학교 동서문제연구원장, 정보대학원장, 교무처장, 원주부총장을 역임하면서 동아시아국제학부(EIC) 설립에 기여했고, 정부의 행정개혁위원회, 정부투자기관 운영위원회, 산업자원부 전기위원회, 통신위원회 위원 등으로 활동하였다. 동북아경제학회 회장, 산업조직학회장, 비교경제학회장, 삼성경제연구소 석좌연구위원을 지낸 바 있으며, 현재는 영국 라우틀리지에서 출판하고 있는 국제적인 SSCI 등재저널인 《Global Economic Review》의 에디터를 맡고 있다.
2012년부터 2016년까지 연세대학교 제17대 총장으로 재직하였다.

## 학력
- 전주고등학교 졸업
- 연세대학교 경제학
- 펜실베이니아대학교 대학원
- 코넬대학교 대학원 경제학 박사

### 명예 학위
- 고려대학교 명예 교육학 박사
- 게이오기주쿠대학교 명예 경제학 박사

## 주요 저서
- 《나무 뒤에 숨은 사람》(2003년)
- 《정갑영 교수의 재미있는 두루누리 경제》(2004년)
- 《열보다 더 큰 아홉》(2005년)
- 《카론의 동전 한 닢》(2005년)
- 《정갑영 교수의 재미있는 경제》(2006년)
- 《정갑영의 경제학교》(전5권, 2006년 ~ 2007년)
- 《명화 경제 토크》(2007년)
- 《정갑영 교수의 만화로 읽는 알콩달콩 경제학》(2009년)
- 《데메테르의 지혜로운 선택》(2010년)

이 중 경제 에세이 《열보다 더 큰 아홉》은 KBS 《TV, 책을 말하다》의 테마 도서로 선정되었고 일부 내용이 중·고등학교 교과서에 수록되었다. 또한 《카론의 동전 한 닢》은 ‘국내 CEO 100인 가장 많이 읽은 책 10권’에 포함된 바 있으며 《정갑영의 경제학교》는 전국경제인연합회의 시장경제대상을 수상하였다.

## 기타 활동
문화방송의 《손에 잡히는 경제》, KBS의 《경제포커스》, SBS의 《TV칼럼》 등에 고정패널로 출연하였고 조선일보와 매일경제신문 등 많은 언론에 칼럼을 연재해오고 있으며 ‘매경 이코노미스트상’을 수상한 바 있다. 현재는 자유기업원 이사장과 동아일보 객원 논설위원을 맡고 있으며, 2007년부터는 조선일보에 ‘정갑영 교수의 만화로 읽는 알콩달콩 경제학’을 5년 째 연재하고 있다.